# 克魯沙尼夫卡
48°40′17″N 26°55′58″E / 48.67139°N 26.93278°E
克魯沙尼夫卡（烏克蘭語：Крушанівка）是位於烏克蘭西部赫梅利尼茨基州的卡緬涅茨-波多利斯基區的村莊，始建於十八世紀，面積1.87平方公里，2001年人口768。